# Odontaster benhami
Odontaster benhami är en sjöstjärneart som först beskrevs av Ole Theodor Jensen Mortensen 1925.  Odontaster benhami ingår i släktet Odontaster och familjen Odontasteridae.
Artens utbredningsområde är havet kring Nya Zeeland. Inga underarter finns listade i Catalogue of Life.